# Giuseppe Chiazzese
Giuseppe Chiazzese (Corleone, 22 febbraio 1982) è un politico italiano.

## Biografia
Originario di Cattolica Eraclea, in provincia di Agrigento, a maggio 2007 si laurea in Farmacia presso l'Università di Pisa con il voto di 107/110. Torna poi a Corleone e inizia a lavorare nella farmacia di famiglia. Si è sposato nel 2016 ed è padre di due figli.

## Attività politica
Sensibile alle tematiche ambientali, si avvicina al meetup Amici di Beppe Grillo di Palermo.
Alle elezioni politiche del 2018 si candida alla Camera dei Deputati per il Movimento 5 Stelle nel collegio uninominale Sicilia 1 - 06 (Monreale) e a sorpresa con il 46,81% supera il candidato del centrodestra Francesco Saverio Romano (37,91%) e quello del centrosinistra Salvatore Lo Giudice (9,26%). Nella XVIII legislatura aderisce al gruppo parlamentare del Movimento 5 Stelle.
Alle elezioni politiche del 2022 è candidato al Senato per il Movimento 5 Stelle nel collegio uninominale Sicilia - 02 (Marsala), ma ottiene il 26,81% ed è sconfitto dal candidato del centrodestra Raoul Russo (39,11%), non risultando eletto.